# Enrico Barbin
Enrico Barbin (Treviglio, 4 de març de 1990) és un ciclista italià professional des del 2013 i actualment a l'equip Bardiani CSF.

## Palmarès
- 2011
  - 1r a l'Astico-Brenta
  - Vencedor d'una etapa a la Toscana-Terra de ciclisme
- 2012
  - 1r al Gran Premi della Liberazione
  - 1r al Trofeu Ciutat de San Vendemiano
  - 1r al Trofeu Alcide De Gasperi
  - 1r a la Piccola Sanremo
  - Vencedor d'una etapa al Girobio
- 2017
  - Vencedor d'una etapa al Tour de Langkawi

### Resultats al Giro d'Itàlia
- 2014. 119è de la classificació general
- 2015. Abandona (17a etapa)
- 2017. 124è de la classificació general
- 2018. 94è de la classificació general
- 2019. Abandona (14a etapa)